# Congruences de Kummer
En mathématiques, les congruences de Kummer sont des congruences impliquant les nombres de Bernoulli, trouvées par Ernst Eduard Kummer en 1851 .
Kubota & Leopoldt (1964) ont utilisé les congruences de Kummer afin de définir la fonction zêta p-adique.

## Enoncé
La forme la plus simple de la congruence de Kummer est la suivante :
{\displaystyle {\frac {B_{h}}{h}}\equiv {\frac {B_{k}}{k}}{\pmod {p}}{\text{ si }}h\equiv k{\pmod {p-1}}}
où p est un nombre premier, h et k sont des entiers positifs pairs n'étant pas divisible par p−1 le nombre Bh le h-ième nombre de Bernoulli.
Plus généralement, si h et k sont des entiers positifs pairs non divisible par p − 1, alors
{\displaystyle (1-p^{h-1}){\frac {B_{h}}{h}}\equiv (1-p^{k-1}){\frac {B_{k}}{k}}{\pmod {p^{a+1}}}}
dès que
{\displaystyle h\equiv k{\pmod {\varphi (p^{a+1})}}}
où φ(pa+1) est l'indicatrice d'Euler, évaluée en pa+1 avec a un entier positif. Si a = 0, on retrouve la première expression. Les deux côtés de l'égalité peuvent être interprétés comme des valeurs de la fonction zêta p-adique, les congruences de Kummer impliquant que la fonction zêta p-adique est continue sur les entiers négatifs, et peut donc être prolongée par continuité à tous les entiers p-adiques.